# Sobków
Sobków is een dorp in het Poolse woiwodschap Święty Krzyż, in het district Jędrzejowski. De plaats maakt deel uit van de gemeente Sobków en telt ca. 870 inwoners.

## Verkeer en vervoer

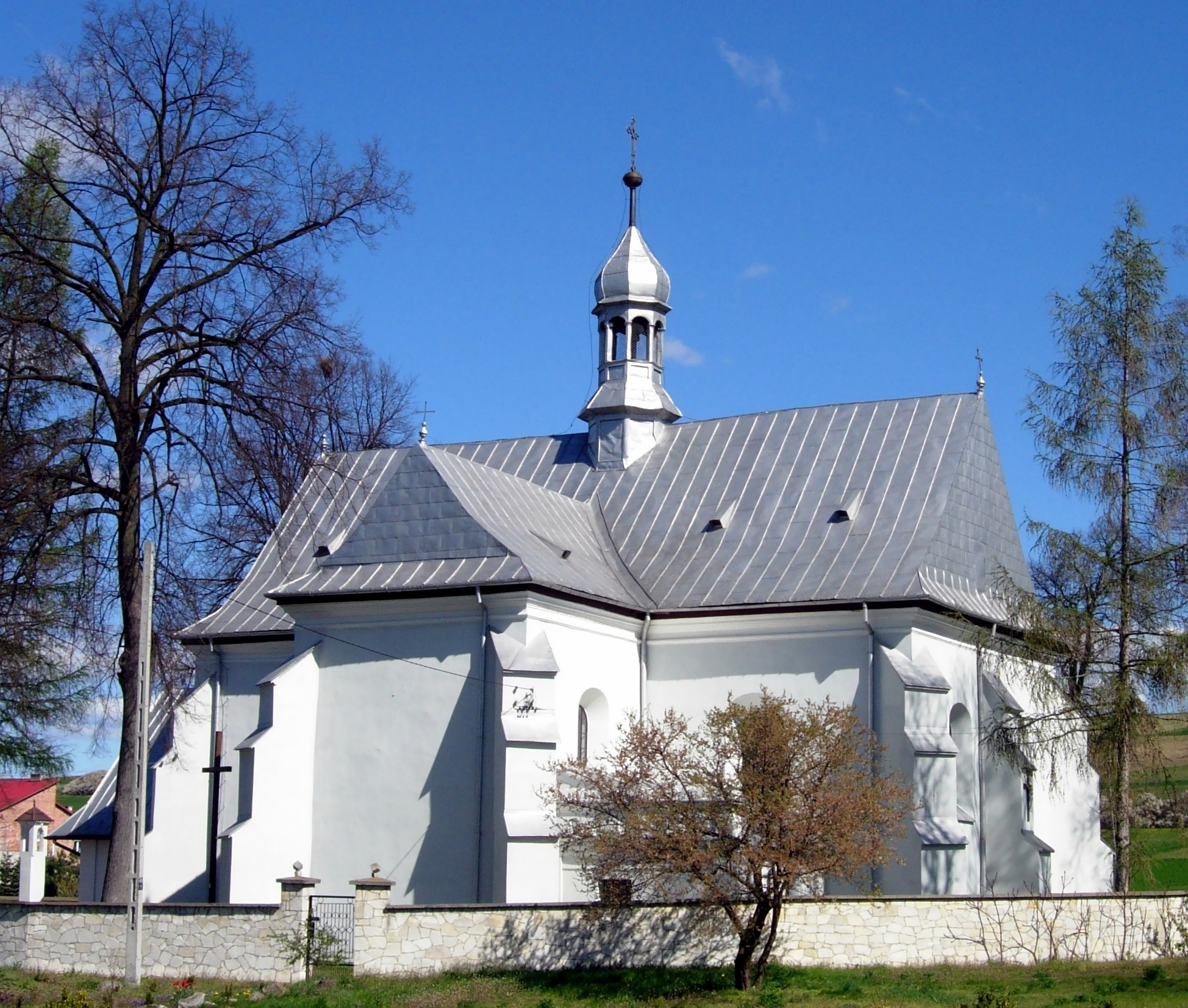
Kościół św. Stanisława

- Station Sobków